# Samuel Bastien
Samuel Bastien (Meux, 26 settembre 1996) è un calciatore belga naturalizzato congolese (Repubblica Democratica del Congo), centrocampista dell'Hồ Chí Minh e della nazionale congolese.

## Carriera

### Club

#### Anderlecht
Ha debuttato nella Pro League con l'Anderlecht nella stagione 2014-2015. Nella stessa stagione mette a referto anche una presenza in Coppa del Belgio. 
Con i biancomalva vanta, inoltre, 13 presenze e un gol nella UEFA Youth League e un secondo posto al Torneo di Viareggio.

#### Avellino
Il 31 agosto 2015 è passato in prestito con diritto di riscatto all'Avellino. Debutta con gli irpini il 12 settembre in occasione della gara casalinga contro il Modena subentrando a Mariano Arini. Mette a segno la sua prima rete tra i professionisti il 16 ottobre, in occasione del pareggio casalingo dei lupi contro il Brescia in cui firma il gol del definitivo 3-3. Si ripete anche il 27 dicembre al Manuzzi di Cesena in cui segna il gol del momentaneo pareggio biancoverde contro i bianconeri. A fine stagione totalizzerà 31 presenze in campionato impreziosite dalle sue prime 2 reti in carriera tra i professionisti. Durante il suo periodo in biancoverde, senza saperlo, gioca con un suo cugino: Benjamin Mokulu.

#### Chievo Verona
Il 25 agosto il Chievo ufficializza il suo tesseramento a titolo definitivo. Il 23 dicembre fa il suo esordio in Serie A nella partita persa per 3-1 allo Stadio Olimpico contro la Roma, subentrando al quattordicesimo minuto della ripresa a Valter Birsa. L'11 gennaio 2017 fa anche il suo debutto in Coppa Italia giocando tutta la partita in occasione della sconfitta di misura, valevole per gli ottavi di finale, rimediata al Franchi contro la Fiorentina. Il 30 aprile sigla il suo primo gol in Italia, nella vittoria per 2-1 contro il Genoa.
Nella seconda stagione va a segno alla quarta giornata, il 17 settembre 2017, nel pareggio per 1-1 contro l'Atalanta.

#### Standard Liegi
Il 13 giugno 2018 torna allo Standard Liegi.

#### Burnley
Il 7 luglio 2022 firma un contratto triennale con il Burnley.

### Nazionale
Il 23 marzo 2016 ha debuttato nella partita dell'Under 21 belga vinta per 0-2 contro i pari età della Moldavia a Chișinău, valida per le qualificazioni agli Europei Under-21 del 2017.
Nel settembre 2021 opta per rappresentare la RD del Congo, nazionale delle sue origini, con cui esordisce il 7 ottobre dello stesso anno in occasione del successo per 2-0 contro il Madagascar.

## Statistiche

### Presenze e reti nei club
Statistiche aggiornate al 29 ottobre 2019.
| Stagione              | Squadra               | Campionato            | Campionato | Campionato | Coppe nazionali | Coppe nazionali | Coppe nazionali | Coppe continentali | Coppe continentali | Coppe continentali | Altre coppe | Altre coppe | Altre coppe | Totale | Totale |
| Stagione              | Squadra               | Comp                  | Pres       | Reti       | Comp            | Pres            | Reti            | Comp               | Pres               | Reti               | Comp        | Pres        | Reti        | Pres   | Reti   |
| --------------------- | --------------------- | --------------------- | ---------- | ---------- | --------------- | --------------- | --------------- | ------------------ | ------------------ | ------------------ | ----------- | ----------- | ----------- | ------ | ------ |
| 2014-2015             | Anderlecht            | PL                    | 1          | 0          | CB              | 1               | 0               | -                  | -                  | -                  | -           | -           | -           | 2      | 0      |
| 2015-2016             | Avellino              | B                     | 31         | 2          | CI              | 0               | 0               | -                  | -                  | -                  | -           | -           | -           | 31     | 2      |
| 2016-2017             | Chievo Verona         | A                     | 12         | 1          | CI              | 1               | 0               | -                  | -                  | -                  | -           | -           | -           | 13     | 1      |
| 2017-2018             | Chievo Verona         | A                     | 21         | 1          | CI              | 1               | 0               | -                  | -                  | -                  | -           | -           | -           | 22     | 1      |
| Totale Chievo         | Totale Chievo         | Totale Chievo         | 33         | 2          |                 | 2               | 0               |                    | -                  | -                  |             | -           | -           | 35     | 2      |
| 2018-2019             | Standard Liegi        | PL                    | 23         | 2          | CB              | 0               | 0               | UCL + UEL          | 2+4                | 0+0                | SB          | 1           | 0           | 30     | 2      |
| 2019-2020             | Standard Liegi        | PL                    | 26         | 4          | CB              | 0               | 0               | UEL                | 6                  | 1                  |             | -           | -           | 32     | 5      |
| 2020-2021             | Standard Liegi        | PL                    | 29         | 4          | CB              | 5               | 0               | UEL                | 6                  | 0                  |             | -           | -           | 40     | 4      |
| 2021-2022             | Standard Liegi        | PL                    | 28         | 1          | CB              | 2               | 0               | -                  | -                  | -                  |             | -           | -           | 30     | 1      |
| Totale Standard Liegi | Totale Standard Liegi | Totale Standard Liegi | 106        | 11         |                 | 7               | 0               |                    | 18                 | 1                  |             | 1           | 0           | 132    | 12     |
| 2022-2023             | Burnley               | FLC                   | 18         | 1          | FACup+CdL       | 3+3             | 0+1             | -                  | -                  | -                  | -           | -           | -           | 24     | 2      |
| 2025-2026             | Hồ Chí Minh           | VL1                   | 0          | 0          | CV              | 0               | 0               | -                  | -                  | -                  | -           | -           | -           | 0      | 0      |
| Totale carriera       | Totale carriera       | Totale carriera       | 189        | 16         |                 | 16              | 1               |                    | 18                 | 1                  |             | 1           | 0           | 224    | 18     |

### Cronologia delle presenze e reti in nazionale
| Cronologia completa delle presenze e delle reti in nazionale ― RD del Congo | Cronologia completa delle presenze e delle reti in nazionale ― RD del Congo | Cronologia completa delle presenze e delle reti in nazionale ― RD del Congo | Cronologia completa delle presenze e delle reti in nazionale ― RD del Congo | Cronologia completa delle presenze e delle reti in nazionale ― RD del Congo | Cronologia completa delle presenze e delle reti in nazionale ― RD del Congo | Cronologia completa delle presenze e delle reti in nazionale ― RD del Congo | Cronologia completa delle presenze e delle reti in nazionale ― RD del Congo |
| Data                                                                        | Città                                                                       | In casa                                                                     | Risultato                                                                   | Ospiti                                                                      | Competizione                                                                | Reti                                                                        | Note                                                                        |
| --------------------------------------------------------------------------- | --------------------------------------------------------------------------- | --------------------------------------------------------------------------- | --------------------------------------------------------------------------- | --------------------------------------------------------------------------- | --------------------------------------------------------------------------- | --------------------------------------------------------------------------- | --------------------------------------------------------------------------- |
| 7-10-2021                                                                   | Rabat                                                                       | RD del Congo                                                                | 2 – 0                                                                       | Madagascar                                                                  | Qual. Mondiali 2022                                                         | -                                                                           |                                                                             |
| 10-10-2021                                                                  | Antananarivo                                                                | Madagascar                                                                  | 1 – 0                                                                       | RD del Congo                                                                | Qual. Mondiali 2022                                                         | -                                                                           | 46’                                                                         |
| 11-11-2021                                                                  | Dar es Salaam                                                               | Tanzania                                                                    | 0 – 3                                                                       | RD del Congo                                                                | Qual. Mondiali 2022                                                         | -                                                                           |                                                                             |
| 14-11-2022                                                                  | Kinshasa                                                                    | RD del Congo                                                                | 2 – 0                                                                       | Benin                                                                       | Qual. Mondiali 2022                                                         | -                                                                           | 90+4’                                                                       |
| 25-3-2022                                                                   | Kinshasa                                                                    | RD del Congo                                                                | 1 – 1                                                                       | Marocco                                                                     | Qual. Mondiali 2022                                                         | -                                                                           |                                                                             |
| 29-3-2022                                                                   | Casablanca                                                                  | Marocco                                                                     | 4 – 1                                                                       | RD del Congo                                                                | Qual. Mondiali 2022                                                         | -                                                                           | 77’                                                                         |
| 4-6-2022                                                                    | Kinshasa                                                                    | RD del Congo                                                                | 0 – 1                                                                       | Gabon                                                                       | Qual. Coppa d'Africa 2023                                                   | -                                                                           | 46’                                                                         |
| Totale                                                                      |                                                                             | Presenze                                                                    | 7                                                                           |                                                                             | Reti                                                                        | 0                                                                           |                                                                             |

| Cronologia completa delle presenze e delle reti in nazionale ― Belgio under 21 | Cronologia completa delle presenze e delle reti in nazionale ― Belgio under 21 | Cronologia completa delle presenze e delle reti in nazionale ― Belgio under 21 | Cronologia completa delle presenze e delle reti in nazionale ― Belgio under 21 | Cronologia completa delle presenze e delle reti in nazionale ― Belgio under 21 | Cronologia completa delle presenze e delle reti in nazionale ― Belgio under 21 | Cronologia completa delle presenze e delle reti in nazionale ― Belgio under 21 | Cronologia completa delle presenze e delle reti in nazionale ― Belgio under 21 |
| Data                                                                           | Città                                                                          | In casa                                                                        | Risultato                                                                      | Ospiti                                                                         | Competizione                                                                   | Reti                                                                           | Note                                                                           |
| ------------------------------------------------------------------------------ | ------------------------------------------------------------------------------ | ------------------------------------------------------------------------------ | ------------------------------------------------------------------------------ | ------------------------------------------------------------------------------ | ------------------------------------------------------------------------------ | ------------------------------------------------------------------------------ | ------------------------------------------------------------------------------ |
| 23-3-2016                                                                      | Chișinău                                                                       | Moldavia under 21                                                              | 0 – 2                                                                          | Belgio under 21                                                                | Qual. Europeo Under-21 2017                                                    | -                                                                              | 78’                                                                            |
| 27-3-2017                                                                      | Oud-Heverlee                                                                   | Belgio under 21                                                                | 2 – 1                                                                          | Malta under 21                                                                 | Qual. Europeo Under-21 2019                                                    | -                                                                              | 82’                                                                            |
| 10-10-2017                                                                     | Larnaca                                                                        | Cipro under 21                                                                 | 0 – 2                                                                          | Belgio under 21                                                                | Qual. Europeo Under-21 2019                                                    | 1                                                                              |                                                                                |
| 14-11-2017                                                                     | Istanbul                                                                       | Turchia under 21                                                               | 1 – 2                                                                          | Belgio under 21                                                                | Qual. Europeo Under-21 2019                                                    | -                                                                              |                                                                                |
| 22-3-2018                                                                      | Doetinchem                                                                     | Paesi Bassi under 21                                                           | 1 – 4                                                                          | Belgio under 21                                                                | Amichevole                                                                     | -                                                                              | 46’                                                                            |
| 26-3-2018                                                                      | Lovanio                                                                        | Belgio under 21                                                                | 3 – 0                                                                          | Ungheria under 21                                                              | Qual. Europeo Under-21 2019                                                    | -                                                                              | 75’                                                                            |
| 7-9-2018                                                                       | Ta' Qali                                                                       | Malta under 21                                                                 | 0 – 4                                                                          | Belgio under 21                                                                | Qual. Europeo Under-21 2019                                                    | -                                                                              | 63’                                                                            |
| 11-9-2018                                                                      | Budapest                                                                       | Ungheria under 21                                                              | 0 – 3                                                                          | Belgio under 21                                                                | Qual. Europeo Under-21 2019                                                    | -                                                                              |                                                                                |
| 15-11-2018                                                                     | Cluj-Napoca                                                                    | Romania under 21                                                               | 3 – 3                                                                          | Belgio under 21                                                                | Amichevole                                                                     | -                                                                              | 46’                                                                            |
| 20-3-2019                                                                      | Slagelse                                                                       | Danimarca under 21                                                             | 3 – 2                                                                          | Belgio under 21                                                                | Amichevole                                                                     | -                                                                              | 46’                                                                            |
| 3-6-2019                                                                       | Le Mans                                                                        | Francia under 21                                                               | 3 – 0                                                                          | Belgio under 21                                                                | Amichevole                                                                     | -                                                                              | 46’                                                                            |
| 19-6-2019                                                                      | Reggio Emilia                                                                  | Spagna under 21                                                                | 2 – 1                                                                          | Belgio under 21                                                                | Europeo Under-21 2019 - 1º turno                                               | -                                                                              |                                                                                |
| 22-6-2019                                                                      | Reggio Emilia                                                                  | Belgio under 21                                                                | 1 – 3                                                                          | Italia under 21                                                                | Europeo Under-21 2019 - 1º turno                                               | -                                                                              | 59’                                                                            |
| Totale                                                                         |                                                                                | Presenze                                                                       | 13                                                                             |                                                                                | Reti                                                                           | 1                                                                              |                                                                                |

## Palmarès

### Club

#### Competizioni giovanili
- Torneo di Viareggio: 1

Anderlecht: 2013

#### Competizioni nazionali
- Campionato inglese di seconda divisione: 1

Burnley: 2022-2023